# Akaflieg Darmstadt D 22
Die Akaflieg Darmstadt D 22 ist ein deutsches Sportflugzeug der Akademischen Fliegergruppe der Technischen Hochschule Darmstadt aus den 1930er Jahren.

## Entwicklung
Die D 22 ist eine direkte Weiterentwicklung der D 18 von 1929 und wie diese ein Entwurf von Friedrich Fecher. Die Doppeldeckeranordnung mit den stark gestaffelten Ober- und Unterflügeln wurde beibehalten, wobei aber die Befestigung der oberen Tragfläche verstärkt wurde und ein Hauptfahrwerk mit Druckgummifederung und anderen Reifen verwendet wurden. Der Prototyp absolvierte 1931 den Erstflug. Er erhielt als Antrieb einen mit hängenden Zylindern ausgestatteten Gipsy-III-Motor und war für Vergleichsflüge in England vorgesehen, weshalb er auch das britische Kennzeichen G–ABPX erhielt. Noch vor der Überführung wurde er jedoch bei einer missglückten Landung irreparabel beschädigt.
Im Anschluss entstand noch ein weiteres Exemplar, das für den Europarundflug von 1932 vorgesehen war. Es erhielt ein einheimisches Triebwerk As 8 R und die Bezeichnung D 22 a. Kurz vor Beginn des Wettbewerbs erhielt es im August 1932 die Zulassung als D–2222 und ging mit der Wettbewerbskennung B 8 an den Start. Wie bei ihrer Vorgängerin D 18 verlief das Treffen für die D 22 recht enttäuschend. Zwar erreichte sie auf dem Streckenflug durch mehrere europäische Länder hinter den als Favoriten gestarteten He 64 mit 205 km/h die schnellste Durchschnittsgeschwindigkeit, doch kam sie in der Endwertung nur auf den 17. Platz. Anschließend wurde sie noch mehrere Jahre bei der Akaflieg Darmstadt geflogen, zuletzt als D–EQIN, bis sie im März 1935 abstürzte, wobei der Flugzeugführer Biedermann ums Leben kam.

## Aufbau

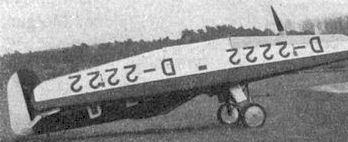
Die D 22 a mit beigeklappten Tragflächen

Die D 22 ist ein freitragender Doppeldecker in Holzbauweise mit extrem zueinander versetzten, einholmigen Ober- und Unterflügeln gleicher Spannweite und trapezförmigen Umrissen. Die Staffelung beträgt 1,10 m. Zur platzsparenden Unterbringung sind die Tragflächen seitlich am Rumpf anklappbar gestaltet. Querruder befinden sich sowohl in den unteren als auch oberen Tragflächen, Landeklappen sind nicht vorhanden. Das Leitwerk in Normalbauweise ist ebenfalls aus Holz. Die D 22 besitzt ein Radfahrwerk mit gummigefederten, nicht durch eine Achse verbundenen Haupträdern mit 1,40 m Spurbreite, Radbremsen und Hochdruckreifen mit 600 × 100 mm. Am Heck befindet sich ein Schleifsporn.

## Technische Daten

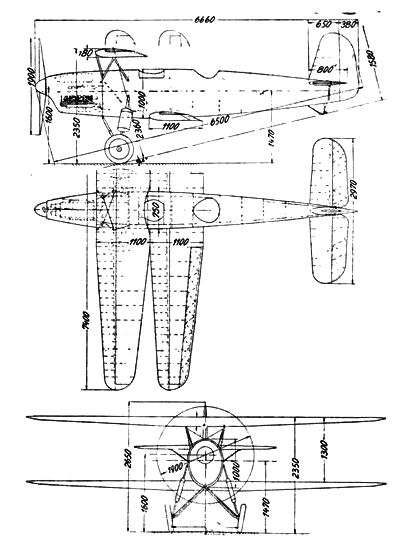
Dreiseitenansicht der D 22 a

| Kenngröße             | Daten (D 22 a)                                                                               |
| --------------------- | -------------------------------------------------------------------------------------------- |
| Besatzung             | 1–2                                                                                          |
| Spannweite            | 7,40 m (2,40 geklappt)                                                                       |
| Länge                 | 6,66 m (7,50 m geklappt)                                                                     |
| Höhe                  | 2,36 m (2,10 m geklappt)                                                                     |
| Flügelfläche          | 13,0 m²                                                                                      |
| Flügelstreckung       | 8,4 (oben und unten)                                                                         |
| V-Stellung            | 2° (oben und unten)                                                                          |
| Flächenbelastung      | 51,5 kg/m²                                                                                   |
| Leistungsbelastung    | 4,47 kg/PS                                                                                   |
| Flächenleistung       | 11,51 PS/m²                                                                                  |
| Rüstmasse             | 370 kg                                                                                       |
| Zuladung              | 300 kg                                                                                       |
| Startmasse            | 670 kg                                                                                       |
| Antrieb               | ein luftgekühlter Vierzylinder-Reihenmotor mit starrer Zweiblatt-Holzluftschraube (Ø 1,90 m) |
| Typ                   | Argus As 8 R                                                                                 |
| Startleistung         | 150 PS (110 kW)                                                                              |
| Kraftstoffvolumen     | 140 l                                                                                        |
| Höchstgeschwindigkeit | 243 km/h                                                                                     |
| Reisegeschwindigkeit  | 210 km/h                                                                                     |
| Landegeschwindigkeit  | 67 km/h                                                                                      |
| Steiggeschwindigkeit  | 2,0 m/s in Bodennähe                                                                         |
| Steigzeit             | 2,2 min auf 1000 m Höhe (einsitzig)                                                          |
| Dienstgipfelhöhe      | 6300 m                                                                                       |
| Reichweite            | 800 km                                                                                       |
| Flugdauer             | 4 h                                                                                          |
| Start-/Landestrecke   | 40 m / 90 m                                                                                  |